# Passion Rock
Passion Rock est un mini réseau de 2 stations propriétés de Réseau des Appalaches:
- CFDA-FM à Victoriaville
- CKLD-FM à Thetford Mines
- CJLP-FM à Disraeli (ré-émetteur de CKLD)